# Dimorphocrambus
Dimorphocrambus és un gènere monotípic d'arnes de la família Crambidae. Conté només una espècie, Dimorphocrambus espeletiae, que es troba a Veneçuela.